# Coppa delle Coppe 1973-1974 (pallacanestro femminile)
L'edizione 1973-1974 della Coppa delle Coppe è stata la terza della seconda competizione europea per club organizzata dalla FIBA Europe. Si è svolta tra il 3 novembre 1973 al 10 aprile 1974. È stata l'ultima disputata con questo nome.
Vi hanno partecipato quattordici squadre. Il titolo è stato conquistato dallo Spartak Leningrado, in finale sulla Geas Basket.

## Turno preliminare
| Squadra #1 | Totale  | Squadra #2      | Andata | Ritorno |
| ---------- | ------- | --------------- | ------ | ------- |
| La Gerbe   | 146–100 | Porto           | 86–49  | 60–51   |
| Woluwé     | 90–99   | Picadero        | 51–50  | 39–49   |
| KFUM       | 118–127 | SC Göttingen 05 | 47-66  | 71-61   |

## Ottavi di finale
| Squadra #1     | Totale  | Squadra #2           | Andata | Ritorno |
| -------------- | ------- | -------------------- | ------ | ------- |
| Geas           | 123–121 | Akademik Sofia       | 50–41  | 73–80   |
| Picadero       | 86–133  | Budapesti Spartacus  | 40–73  | 46–60   |
| IEFS Bucharest | 177-110 | Hapoel Tel Aviv      | 83-64  | 94-46   |
| BC La Gerbe    | 122–139 | Královopolská Brno   | 61–58  | 61–81   |
| Göttingen      | 110–143 | Željezničar Sarajevo | 59–85  | 51–78   |

## Gruppi quarti di finale

### Gruppo A
| Pos | Squadra             | G | V | P | PF  | PS  | DP  | Qualificazione              |  | GSS   | IBU   | BUS   |
| --- | ------------------- | - | - | - | --- | --- | --- | --------------------------- |  | ----- | ----- | ----- |
| 1   | Geas Basket         | 4 | 3 | 1 | 246 | 216 | +30 | Qualificate alle semifinali |  | —     | 66–46 | 68–51 |
| 2   | IEFS Bucharest      | 4 | 2 | 2 | 247 | 250 | −3  | Qualificate alle semifinali |  | 66–53 | —     | 74–66 |
| 3   | Budapesti Spartacus | 4 | 1 | 3 | 235 | 262 | −27 |                             |  | 53–59 | 65–61 | —     |

### Gruppo B
| Pos | Squadra              | G | V | P | PF  | PS  | DP   | Qualificazione              |  | SLE   | KBR   | ZSA    |
| --- | -------------------- | - | - | - | --- | --- | ---- | --------------------------- |  | ----- | ----- | ------ |
| 1   | Spartak Leningrado   | 4 | 4 | 0 | 371 | 207 | +164 | Qualificate alle semifinali |  | —     | 80–53 | 102–41 |
| 2   | Královopolská Brno   | 4 | 2 | 2 | 283 | 297 | −14  | Qualificate alle semifinali |  | 61–90 | —     | 78–75  |
| 3   | Željezničar Sarajevo | 4 | 0 | 4 | 220 | 370 | −150 |                             |  | 52–99 | 52–91 | —      |

## Semifinali
| Squadra #1         | Totale  | Squadre #2         | Andata | Ritorno |
| ------------------ | ------- | ------------------ | ------ | ------- |
| Spartak Leningrado | 163–81  | IEFS Bucharest     | 86–41  | 77–40   |
| Geas               | 111–109 | Kralovopolská Brno | 55–59  | 56–50   |

## Finali

### Andata
| Leningrado 3 aprile 1974 Andata                                                                     | Spartak Leningrado | 68 – 58 (33-32; 35-26) referto | GEAS |  |
| \| \| \| \| \| Sirikova 20 \| Punti \| 25 Bocchi \| \| Gesinski \| Allenatori \| Claudio Vandoni \| |                    |                                |      |  |
| |                    |                                |      |  |
| Sirikova 20                                                                                         | Punti              | 25 Bocchi                      |      |  |
| Gesinski                                                                                            | Allenatori         | Claudio Vandoni                |      |  |

| Quintetto titolare | Quintetto titolare | Quintetto titolare     | Pt   | Rim  | Ass  |
| ------------------ | ------------------ | ---------------------- | ---- | ---- | ---- |
|                    |                    | Sirikova               | 20   |      |      |
|                    |                    | Tat'jana Lemechova     | 0    |      |      |
|                    |                    | Aleksandra Ovčinnikova | 11   |      |      |
|                    |                    | Nadežda Zacharova      | 14   |      |      |
|                    |                    | Kaliagina              | 15   |      |      |
|                    |                    | Kurova                 | 2    |      |      |
|                    |                    | Akelova                | 2    |      |      |
|                    |                    | Kuprenina              | 4    |      |      |
| Panchina:          |                    |                        |      |      |      |
|                    |                    | Petrova                | n.e. | n.e. | n.e. |
|                    |                    | Nikulina               | n.e. | n.e. | n.e. |
| Allenatore:        |                    |                        |      |      |      |
| Gesinski           |                    |                        |      |      |      |

| Spartak Leningrado |  | GEAS Sesto San Giovanni |

| Quintetto titolare | Quintetto titolare | Quintetto titolare | Pt   | Rim  | Ass  |
| ------------------ | ------------------ | ------------------ | ---- | ---- | ---- |
|                    |                    | Veger              | 18   |      |      |
|                    |                    | Rosetta Bozzolo    | 4    |      |      |
|                    |                    | Mabel Bocchi       | 25   |      |      |
|                    |                    | Lucia Colavizza    | 6    |      |      |
|                    |                    | Tiziana Fasso      | 3    |      |      |
|                    |                    | Paola Dalla Longa  | 2    |      |      |
|                    |                    | Fiorella Teoldi    | 0    |      |      |
|                    |                    | Licia Toriser      | 0    |      |      |
| Panchina:          |                    |                    |      |      |      |
|                    |                    | Cristina Tonelli   | n.e. | n.e. | n.e. |
|                    |                    | Dora Ciaccia       | n.e. | n.e. | n.e. |
| Allenatore:        |                    |                    |      |      |      |
| Claudio Vandoni    |                    |                    |      |      |      |

### Ritorno
| Sesto San Giovanni 10 aprile 1974 Ritorno                                                           | GEAS       | 65 – 57 (36-31, 29-26) referto | Spartak Leningrado |  |
| \| \| \| \| \| Bocchi 16 \| Punti \| 27 Sirikova \| \| Claudio Vandoni \| Allenatori \| Gesinski \| |            |                                |                    |  |
| |            |                                |                    |  |
| Bocchi 16                                                                                           | Punti      | 27 Sirikova                    |                    |  |
| Claudio Vandoni                                                                                     | Allenatori | Gesinski                       |                    |  |

| Quintetto titolare | Quintetto titolare | Quintetto titolare | Pt   | Rim  | Ass  |
| ------------------ | ------------------ | ------------------ | ---- | ---- | ---- |
|                    |                    | Veger              | 5    |      |      |
|                    |                    | Rosetta Bozzolo    | 14   |      |      |
|                    |                    | Mabel Bocchi       | 16   |      |      |
|                    |                    | Lucia Colavizza    | 12   |      |      |
|                    |                    | Tiziana Fasso      | 6    |      |      |
|                    |                    | Paola Dalla Longa  | 4    |      |      |
|                    |                    | Licia Toriser      | 8    |      |      |
| Panchina:          |                    |                    |      |      |      |
|                    |                    | Cristina Tonelli   | n.e. | n.e. | n.e. |
|                    |                    | Renata Moreschi    | n.e. | n.e. | n.e. |
|                    |                    | Daniela Cesati     | n.e. | n.e. | n.e. |
| Allenatore:        |                    |                    |      |      |      |
| Claudio Vandoni    |                    |                    |      |      |      |

| GEAS Sesto San Giovanni |  | Spartak Leningrado |

| Quintetto titolare | Quintetto titolare | Quintetto titolare     | Pt   | Rim  | Ass  |
| ------------------ | ------------------ | ---------------------- | ---- | ---- | ---- |
|                    |                    | Sirikova               | 27   |      |      |
|                    |                    | Tat'jana Lemechova     | 2    |      |      |
|                    |                    | Aleksandra Ovčinnikova | 13   |      |      |
|                    |                    | Nadežda Zacharova      | 6    |      |      |
|                    |                    | Kaliagina              | 3    |      |      |
|                    |                    | Kurova                 | 2    |      |      |
|                    |                    | Petrova                | 0    |      |      |
|                    |                    | Nikulina               | 4    |      |      |
| Panchina:          |                    |                        |      |      |      |
|                    |                    | Akelova                | n.e. | n.e. | n.e. |
|                    |                    | Kuprenina              | n.e. | n.e. | n.e. |
| Allenatore:        |                    |                        |      |      |      |
| Gesinski           |                    |                        |      |      |      |

## Squadra campione
- Squadra campione • Spartak Leningrado (3º titolo): Sirikova, Tat'jana Lemechova, Aleksandra Ovčinnikova, Nadežda Zacharova, Kaliagina, Kurova, Akelova, Kuprenina, Petrova, Nikulina. Allenatore: Gesinski.